# Política Colectiva
Política Colectiva es una organización mexicana fundada en 2021 que trabaja en temas relacionados con la participación ciudadana, la transparencia y el análisis presupuestario a nivel local. Sus líneas de trabajo incluyen la recopilación y difusión de información sobre finanzas públicas, así como el análisis de marcos normativos en materia de participación ciudadana.

## Historia
La organización se originó en el estado de Chihuahua como respuesta a la desconexión entre la ciudadanía y los gobiernos locales, así como a la falta de mecanismos efectivos para la incidencia pública desde la sociedad civil. 
Fue fundada por Pamela Pérez Gómez y Luis Javier Moreno Benjumea  con el objetivo de impulsar ejercicios de transparencia presupuestaria y rendición de cuentas. 

## Actividades

#### Ojo al Gasto
Es una plataforma desarrollada que permite consultar el gasto público estatal y municipal de forma accesible y visual. Incluye datos de las 32 entidades federativas y 60 ciudades del país, con información descargable en formatos abiertos. Permite clasificar el presupuesto por objeto del gasto, ingreso detallado o función del gobierno, facilitando así el análisis ciudadano.
Entre la investigación destaca el presupuesto anual de las Comisiones Locales de Búsqueda de Personas en 2023.  En colaboración con Elementa DDHH, elaboraron un informe sobre la inversión pública en búsqueda de personas desaparecidas. La investigación destaca que en 2022, las Comisiones Locales de Búsqueda de México ejercen solo el 0.02% del presupuesto total de los estados, equivalente a $5,925 pesos por víctima. El informe revela además una alta dependencia de fondos federales, disparidad entre entidades y prioridades cuestionables de gasto.

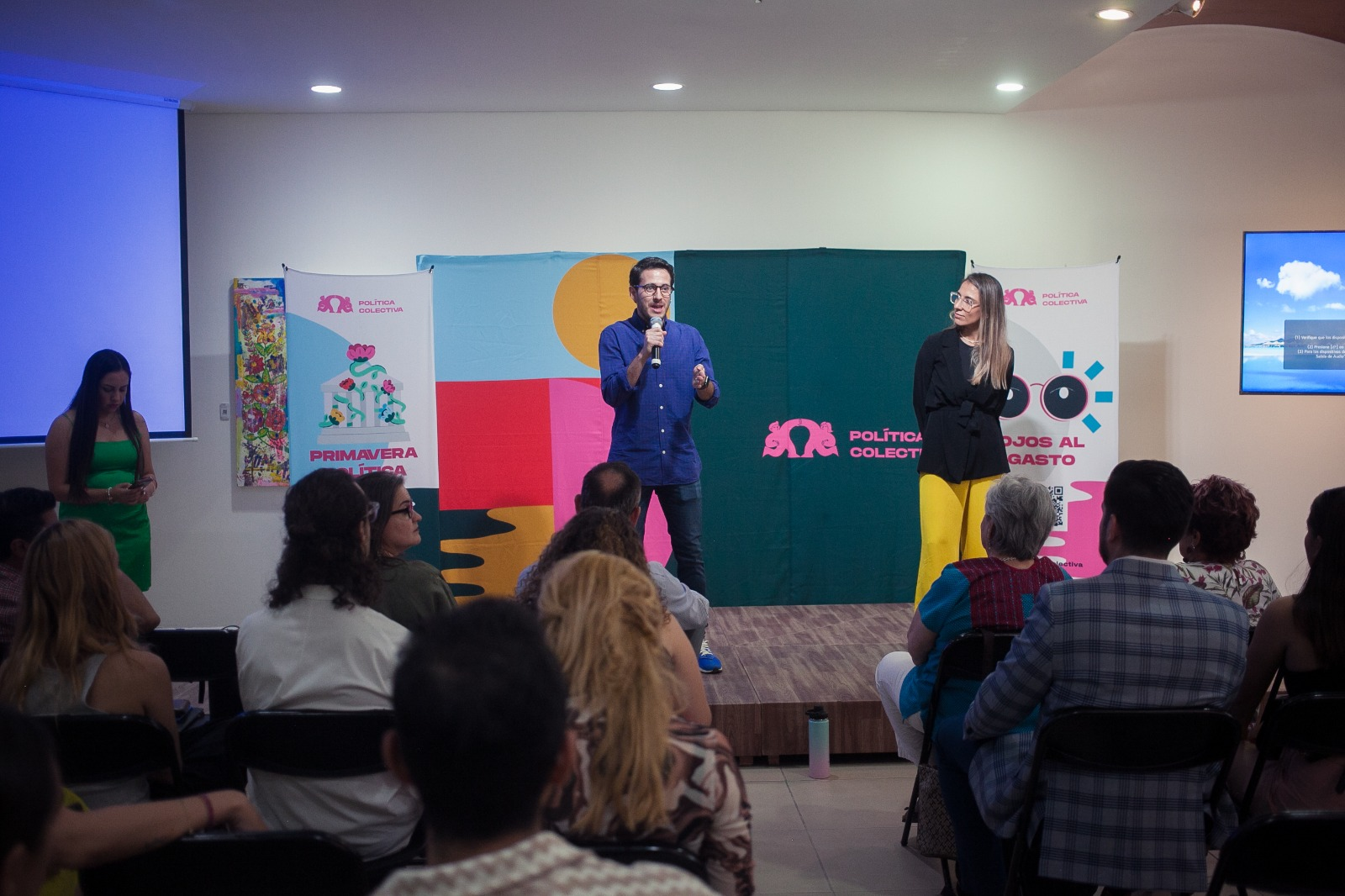
Presentación Ojos al Gasto y Primavera Política.

Ese 2023, la plataforma fue reconocida en el Premio Nacional de Innovación en Transparencia por el Instituto Nacional de Transparencia, Acceso a la Información y Protección de Datos Personales (INAI).

#### Primavera Política
Este proyecto analiza las leyes de participación ciudadana en México. Identifica qué mecanismos están legislados en cada entidad (como plebiscitos, referéndums, revocaciones de mandato e iniciativas ciudadanas), cuántas firmas requieren para activarse y qué tan accesibles son. Hasta 2022, la organización documentó 218 mecanismos legislados a nivel estatal, pero solo 26 estados cuentan con leyes formales de participación ciudadana. 
A través de esta iniciativa, se ha colaborado con organizaciones de sociedad civil, colectivos y gobiernos estatales en la actualización de sus marcos normativos, como en el caso de Querétaro, cuya nueva Ley de Participación Ciudadana fue publicada el 14 de febrero de 2025, así como en Puebla y Quintana Roo.

## Reconocimientos
En 2023, la plataforma de Ojos al Gasto fue reconocida como mención especial del Premio Nacional de Innovación en Transparencia por el INAI, como una de las mejores prácticas de innovación en el sector de sociedad civil.